# 国務大臣、副大臣及び大臣政務官規範
国務大臣、副大臣及び大臣政務官規範（こくむだいじん、ふくだいじんおよびだいじんせいむかんきはん）は、日本の国務大臣（内閣総理大臣を含む）、副大臣、大臣政務官らいわゆる政務三役の服務（倫理）、職務分担などを定めた規範である。略称は大臣規範。題名には含まれていないが、内閣官房副長官も副大臣と同格の官職として規範の対象に含まれ、防衛省設置前の2001年から2007年の間には、防衛庁副長官及び防衛庁長官政務官も含まれていた。

## 概要
中央省庁再編に伴い、2001年1月6日に閣議決定された。以後何度か改正されている。法令ではないため違反した場合の罰則は定められていないが、閣議決定に基づくものではあるため大臣以下政務三役の行動に対する拘束力を有する。罰則規定がないため、空文化しているとの指摘もある。

### 服務に関する規定
国務大臣等の在任期間中は営利企業の役職員の兼職（報酬の有無を問わない）、公益法人等の諸団体の役職員を兼職することを禁止している（公益法人の報酬のない名誉職等を除く）。なお、報酬のない名誉職等を兼職した場合は、国務大臣にあっては内閣総理大臣に、副大臣等にあってはその上司である国務大臣に、届け出なければならない。
国務大臣等の在任期間中は、株式等の有価証券、不動産、ゴルフ会員権等の取引を自粛することとする。就任時に保有する株式、転換社債等の有価証券については、信託銀行等に信託することとし、在任期間中に契約の解約及び変更は禁止する。
国務大臣等並びにその配偶者及びその扶養する子の資産を、就任時及び辞任時に公開する（資産公開制度）。

国民の疑惑を招きかねないような大規模な政治資金パーティーを自粛する。

国務大臣の海外渡航については閣議了解を、国内の出張及び旅行については内閣総理大臣の許可が必要である。副大臣等の出張及び旅行については、その上司である国務大臣の許可、内閣官房長官への事前届け出が必要である。なお、国会議員を兼ねる閣僚の場合は国会にも報告される。事前の閣議了解を得ずに強行出発した場合は、帰国後に衆参両院本会議で憲法72条および内閣法第5条に基づく国会報告演説を行い、それに対する代表質問に応じなければならない。

### 職務に関する規定
一つの府省に複数の副大臣・大臣政務官がある場合の事務分担、各省大臣不在の際に職務代行をする副大臣の順序のほか、所管行政の運営状況の適切な把握と密接な連絡などを定める。

## 適用例
- 漫画家であり文部科学大臣政務官の赤松健は、『国務大臣、副大臣及び大臣政務官規範』にある「自由業については、原則としてその業務に従事してはならない」という規定に基づき、コミックマーケット106への参加を見送った[3]。